# Eochaid d'Escòcia
Eochaid d'Escòcia (mort el 889) fou rei d'Escòcia del 878 al 889, i regnà conjuntament amb el seu germà Giric. Era fill del rei Run de Strathclyde i net, via materna, de Kenneth I. Ell i el seu germà foren vençuts pels vikings a Dollar (Stirling) el 875, de manera que hagueren d'aixoplugar-se a Perth.